# Herbert von Petersdorff
Herbert von Petersdorff (Berlín, 21 de març de 1881 – Darmstadt, 5 de juliol de 1964) va ser un nedador alemany que va competir a principis del segle xx.
El 1900 va prendre part en els Jocs Olímpics de París, on va guanyar la medalla d'or en la prova dels 200 metres per equips, junt a Ernst Hoppenberg, Julius Frey, Max Schöne i Max Hainle. A banda del programa de natació, també formà per de l'equip Berliner Swimming Club Otter que representà Alemanya en la competició de waterpolo.